# Michael Koblic
Michael Koblic (1. října 1951, Praha – 3. prosince 2019, Campbell River, Kanada) byl český dětský herec a později kanadský lékař.
V roce 1960 úspěšně debutoval v Kachyňově filmu Práče, kde si zahrál hlavní roli v postavě "vojína eléva" Františka Bureše. Poté následovalo ještě několik dalších filmů. Během natáčení filmu Oranžový měsíc se v roce 1961 poprvé setkal s Vladimírem Pucholtem.
V červenci 1969 emigroval do Velké Británie a s uměleckou činnosti definitivně skončil. Vystudoval zde, společně s Vladimírem Pucholtem, lékařství a posléze se vystěhoval do Kanady, kde podobně jako Vladimír Pucholt působil jako lékař. Zemřel ve městě Campbell River v Britské Kolumbii.

## Filmografie
- 1962 Horoucí srdce
- 1962 Neklidnou hladinou
- 1962 Oranžový měsíc
- 1962 Pozor, volá Liška...
- 1961 Králíci ve vysoké trávě
- 1961 Střevíčky
- 1960 Lidé jako ty
- 1960 Osení
- 1960 Práče